# تيروني ساندوس
تيروني ساندوس (بالإنجليزية: Ty Sandows) (12 فبراير 1995 جنوب أفريقيا - ) هو لاعب كرة قدم جنوب أفريقي، شارك في كرة القدم في الألعاب الأولمبية الصيفية 2016.

## روابط خارجية
- تيروني ساندوس على موقع قاعدة بيانات كرة القدم.إي يو (الإنجليزية)
- تيروني ساندوس على موقع Soccerway.com (الإنجليزية)
- تيروني ساندوس على موقع أوليمبيديا (الإنجليزية)